# Roulette (film fra 1924)
Roulette er en amerikansk stumfilm fra 1924 instrueret af Stanner E.V. Taylor.

## Medvirkende
- Edith Roberts som Lois Carrington
- Norman Trevor som John Tralee
- Maurice Costello som Ben Corcoran
- Mary Carr som Mrs. Harris
- Walter Booth som Peter Marineaux
- Effie Shannon som Mrs. Marineaux
- Montagu Love som Dan Carrington
- Henry Hull som Jimmy Moore
- Flora Finch som Mrs. Smith-Jones
- John Raymond som Hastings
- Diana Allen som Mrs. Hastings
- Dagmar Godowsky som Rita
- Rudolf Schündler som Reginald